# Joaquín Rucoba
Joaquín de Rucoba y Octavio de Toledo (Laredo, 13 de enero de 1844-Santander, 18 de abril de 1919) fue un arquitecto español de estilo ecléctico activo a finales del siglo XIX y principios del XX.

## Biografía
Estudió en la Escuela Superior de Arquitectura de Madrid entre 1863 y 1869. Tras una breve etapa en Vergara, es nombrado arquitecto municipal de Málaga, ciudad en la que realizaría la neomudéjar plaza de toros de La Malagueta, el mercado de Atarazanas y el parque de Málaga. Entre 1883 y 1893 vive en Bilbao, donde construye la nueva casa consistorial y el Teatro Arriaga.

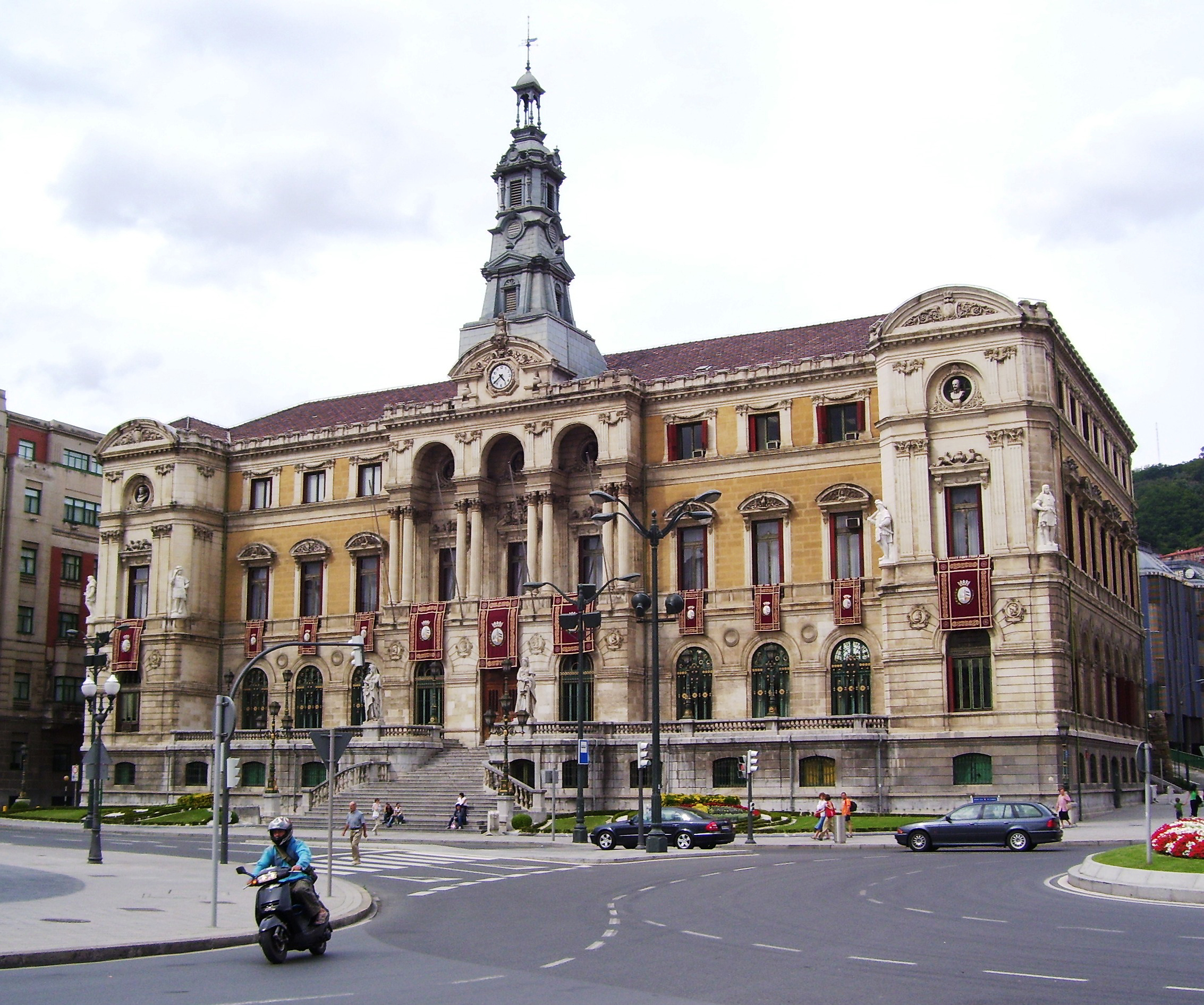
Ayuntamiento de Bilbao

En Madrid construye el Frontón Beti Jai y en Santander, el Convento de las Salesas. En esta ciudad sería nombrado arquitecto diocesano del Obispado de Santander en 1900, y trabaja en el Palacio Episcopal y la restauración de la Catedral.
Su sepultura se encuentra en la ermita de Santa Ana del barrio laredano de Tarrueza.